# Stewart Bradley
(en) Statistiques sur pro-football-reference
Stewart Bradley, né le 2 novembre 1983 à Salt Lake City (Utah) est un joueur américain de football américain évoluant au poste de linebacker.
Étudiant à l'Université du Nebraska, il fut drafté à la 87e place (troisième tour) en 2007 par les Eagles de Philadelphie.